# HP Водолея
HP Водолея (лат. HP Aquarii) — одиночная переменная звезда в созвездии Водолея на расстоянии (вычисленном из значения параллакса) приблизительно 13733 световых лет (около 4211 парсеков) от Солнца. Видимая звёздная величина звезды — от +14,7m до +13m.

## Характеристики
HP Водолея — жёлто-белая пульсирующая переменная звезда типа RR Лиры (RRAB) спектрального класса F. Эффективная температура — около 6989 К.